# Едвард Гоппер
Е́двард Го́ппер (англ. Edward Hopper; 22 липня 1882, Найак — 15 травня 1967) — американський художник, живописець, графік, майстер міського пейзажу, один з найбільших урбаністів XX ст.

## Життєпис

### Молоді роки
Едвард народився у Найаку, штат Нью-Йорк, у родині власника магазину. З дитинства він полюбляв малювати. У 1899 Едвард переїздить до Нью-Йорка з наміром стати художником. З 1899—1900 рік він навчався у школі художників з реклами. Після цього він поступає до школи Роберта Генрі, яка на той час відстоювала ідею створення сучасного національного мистецтва США. Головним принципом цієї школи було: «Виховуй себе сам, не дозволяй мені виховувати Вас». Принцип, спрямований на народження індивідуальності, нехай і настояний на відсутності колективізму, значних національних мистецьких традицій.
У 1906 році Едвард Гоппер вирушив до Парижа, де продовжив навчання. Окрім Франції, він побував у Англії, Німеччині, Голландії та Бельгії. Це був калейдоскоп країн і різних культурних осередків. У 1907 році Гоппер повертається до Нью-Йорка.
У 1908 році Едвард Гоппер узяв участь у виставці, влаштованій організацією «Вісімки» (Роберт Генрі та його учні), але успіху не мав. Він ще більше працює, вдосконалює свій стиль. У 1908 та 1910 він знову вивчає мистецтво у Парижі. З 1915 по 1920 — це період активних творчих пошуків художника. Малюнки цього періоду не збереглися, тому що Гоппер усі їх знищив.
Живопис не давав прибутку, тому Едвард працює у рекламному агентстві, робить ілюстрації для газет.

### Графік

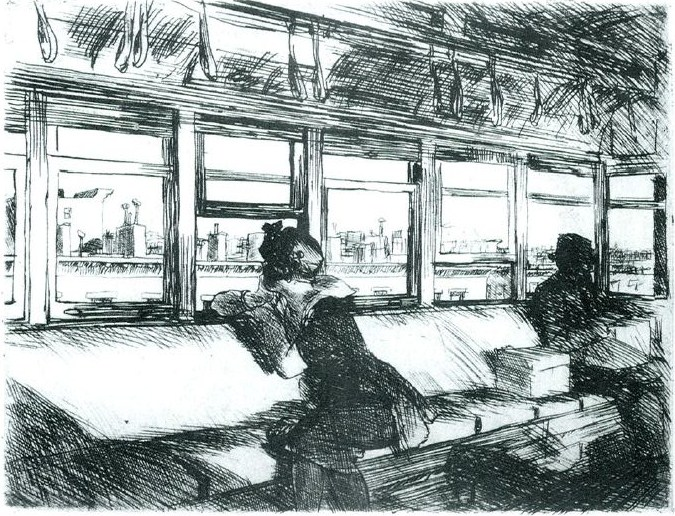
Нічний потяг. Офорт.1918

Першу свою гравюру Гоппер виконав у 1915 році. Всього він зробив близько 60 офортів, найкращі з яких зроблені між 1915 та 1923 роками. Тут проявилася основна тема творчості Едварда Гоппера — самотність людини у американському суспільстві, навіть у світі.
Гравюри принесли художнику певну популярність. Він представляв їх на виставках, отримував нагороди. Незабаром відбулася персональна виставка, яку організував клуб Вітневської художньої студії.

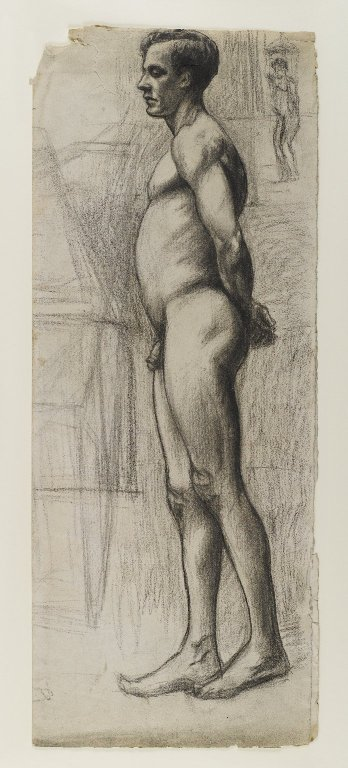
Чоловіча натура
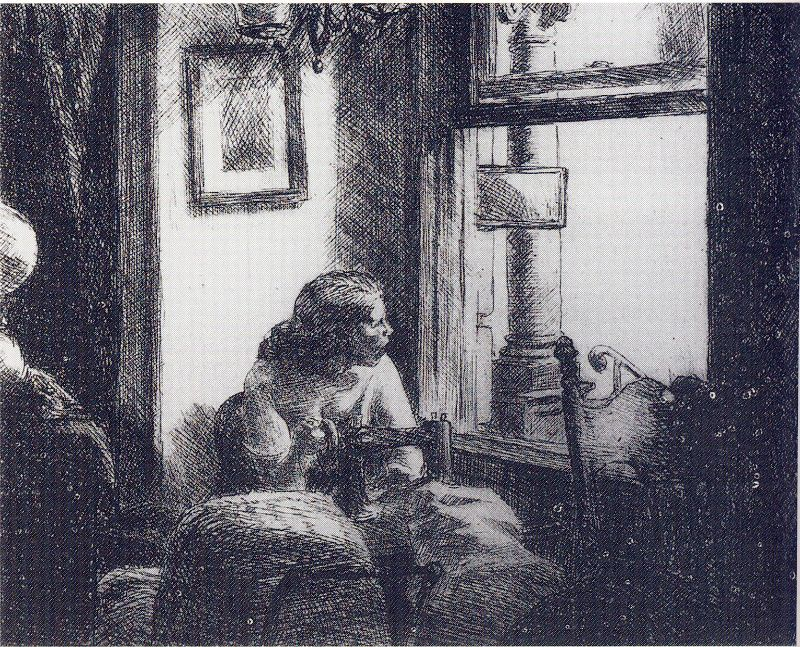
В Іст Сайді
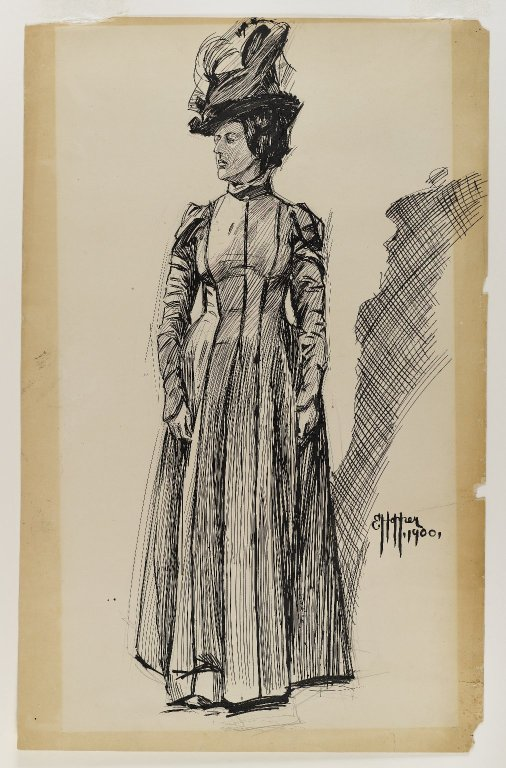
Жіноча фігура
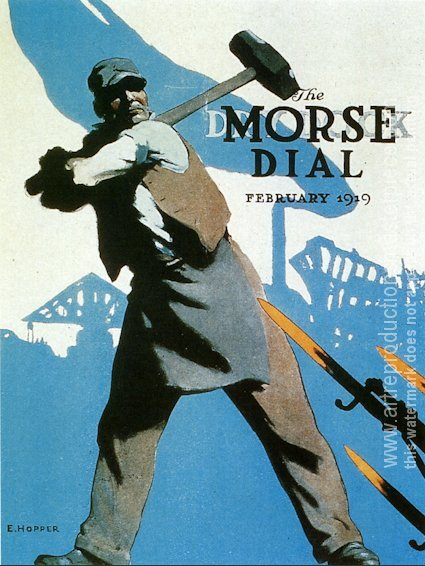
Плакат

### Художник
Основним натхненням Гоппера як художника стає місто Нью-Йорк, а також провінціальні містечка («Міто», «Конструкції Манхетенського мосту», «Східний вітер над Віхоукендом», «Шахтарське містечко у Пенсильванії»). Разом з містом Гоппер створив своєрідний вигляд людини в ньому. У художника зовсім зник портрет конкретної людини, він замінив її на узагальнений, сумарний вигляд одинака, окремого міського мешканця. Герої картин Едварда Гоппера — це розчаровані, самотні, спустошені, застиглі люди, зображені у барах, кафе, готелях («Кімната — у готелі», 1931 рік, «Західний мотель», 1957 рік).
Вже у 20-х роках ім'я Гоппер увійшло у американський живопис. Він мав учнів, шанувальників. У 1924 році він одружився з художницею Джозефіною Верстиль. У 1930 вони придбали будинок на Кейп-Корд, куди й переїхали. Взагалі Гоппер відкрив новий жанр — портрет будинку — «Будинок Телбота», 1926 рік, «Дім Адамса», 1928 рік, «Будинок капітана Кіллі», 1931 рік, «Будинок у залізниці», 1925 рік.
Успіх приніс Гопперу матеріальний достаток. Він залишає свою роботу в рекламній агенції. У 1933 році Музей сучасного мистецтва у Нью-Йорку організував персональну виставку Едварда Гоппера, яка принесла йому величезний успіх й всесвітню славу. Після неї художника прийняли до Національної академії малюнка.
Гоппер не звертаючи на успіх увагу продовжував плідно працювати до 1964 року, коли він тяжко захворів. У 1965 році Гоппер написав свою останню картину — «Комедіанти».
15 травня 1967 року Едвард Гоппер помер у Нью-Йорку.

## Галерея

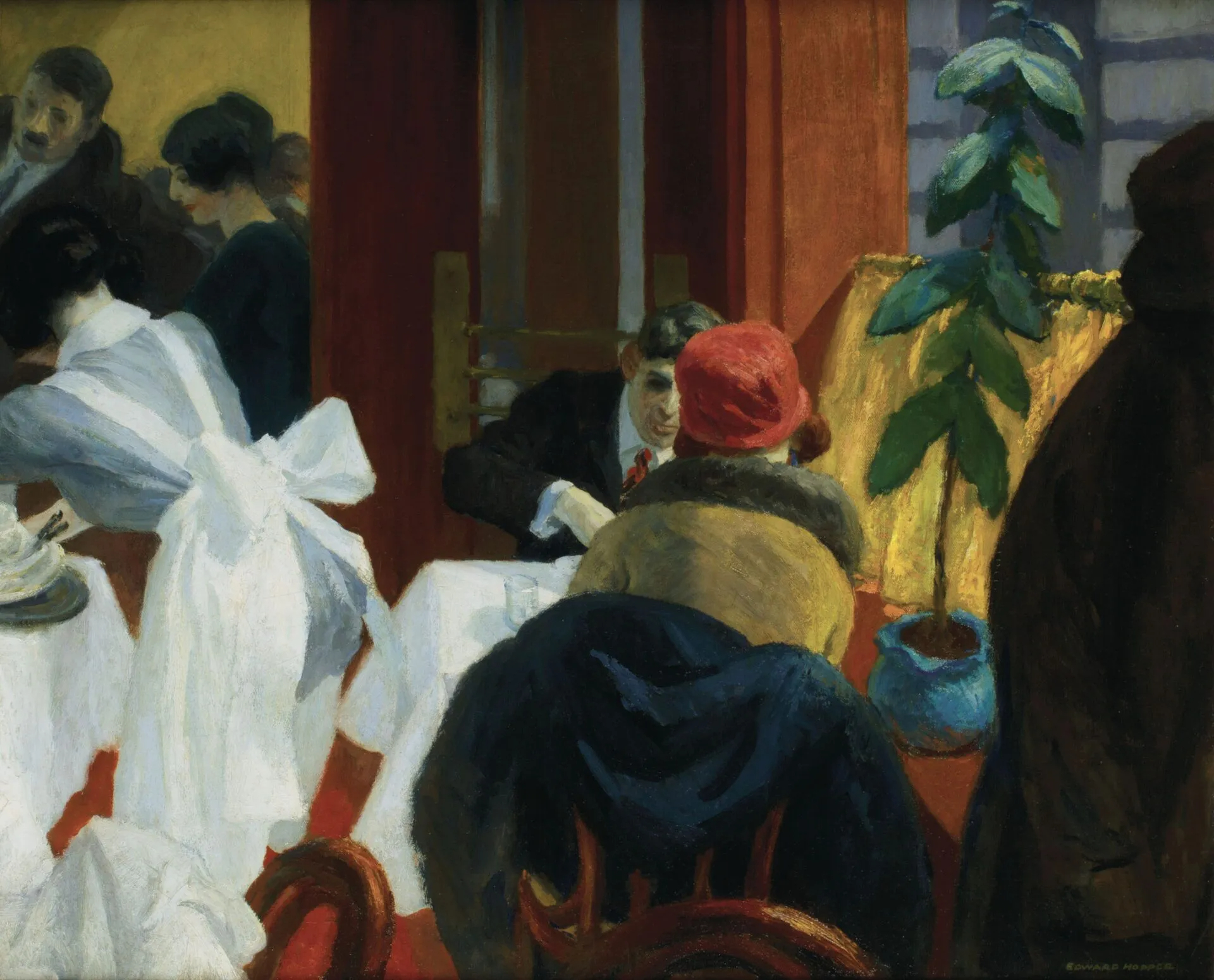
Ресторан в Нью-Йорку
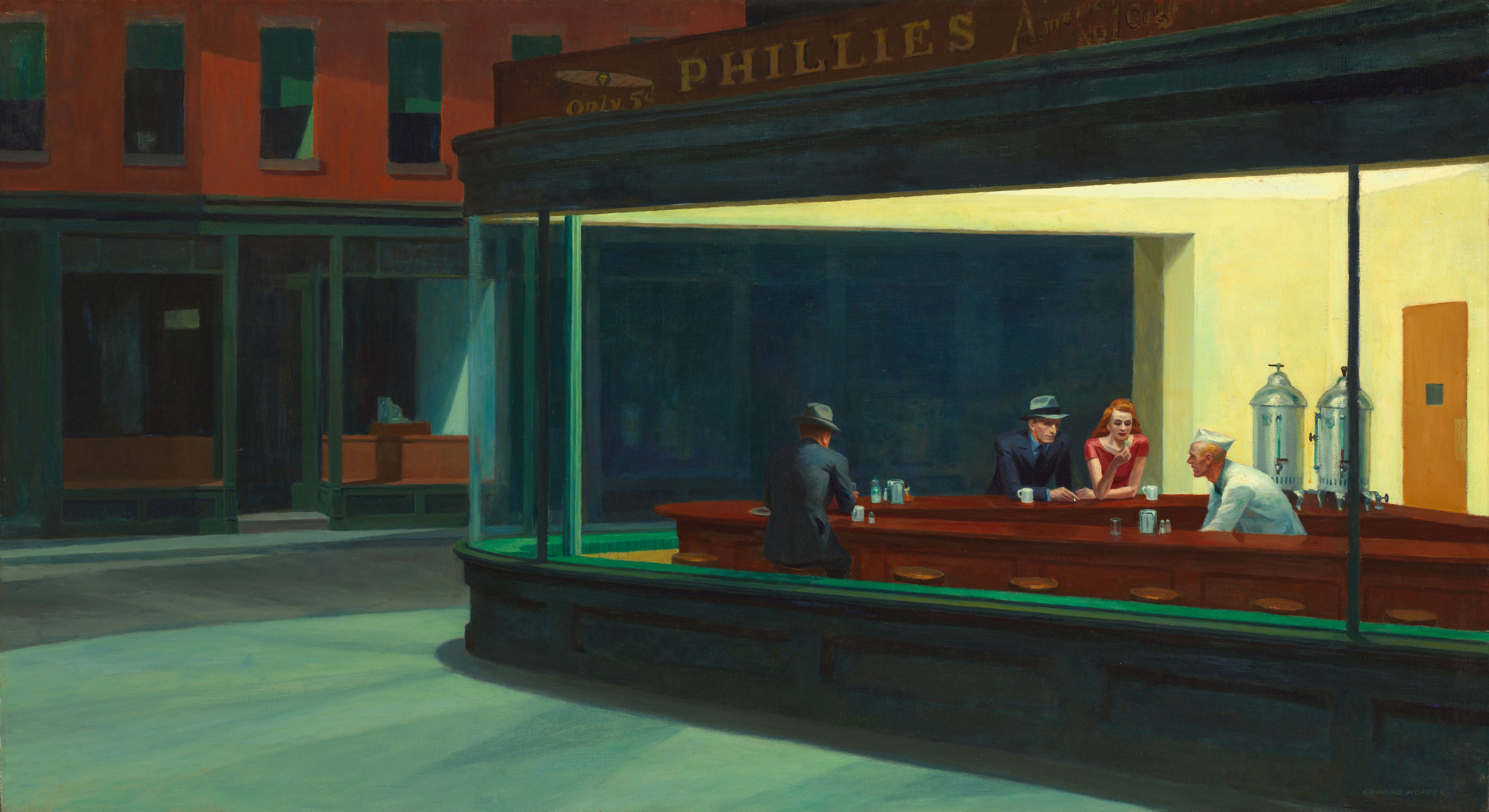
Опівнічники
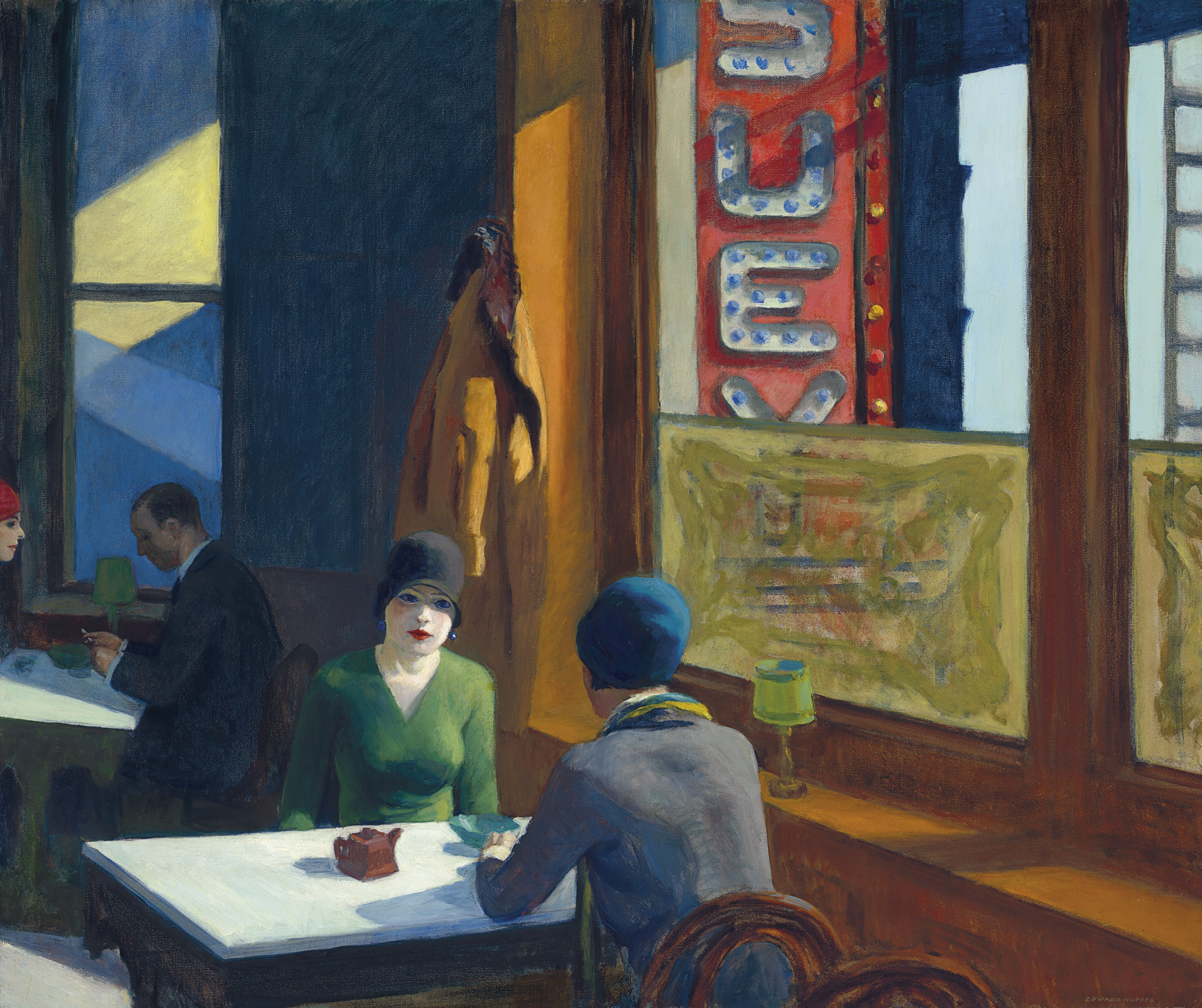
Chop Suey
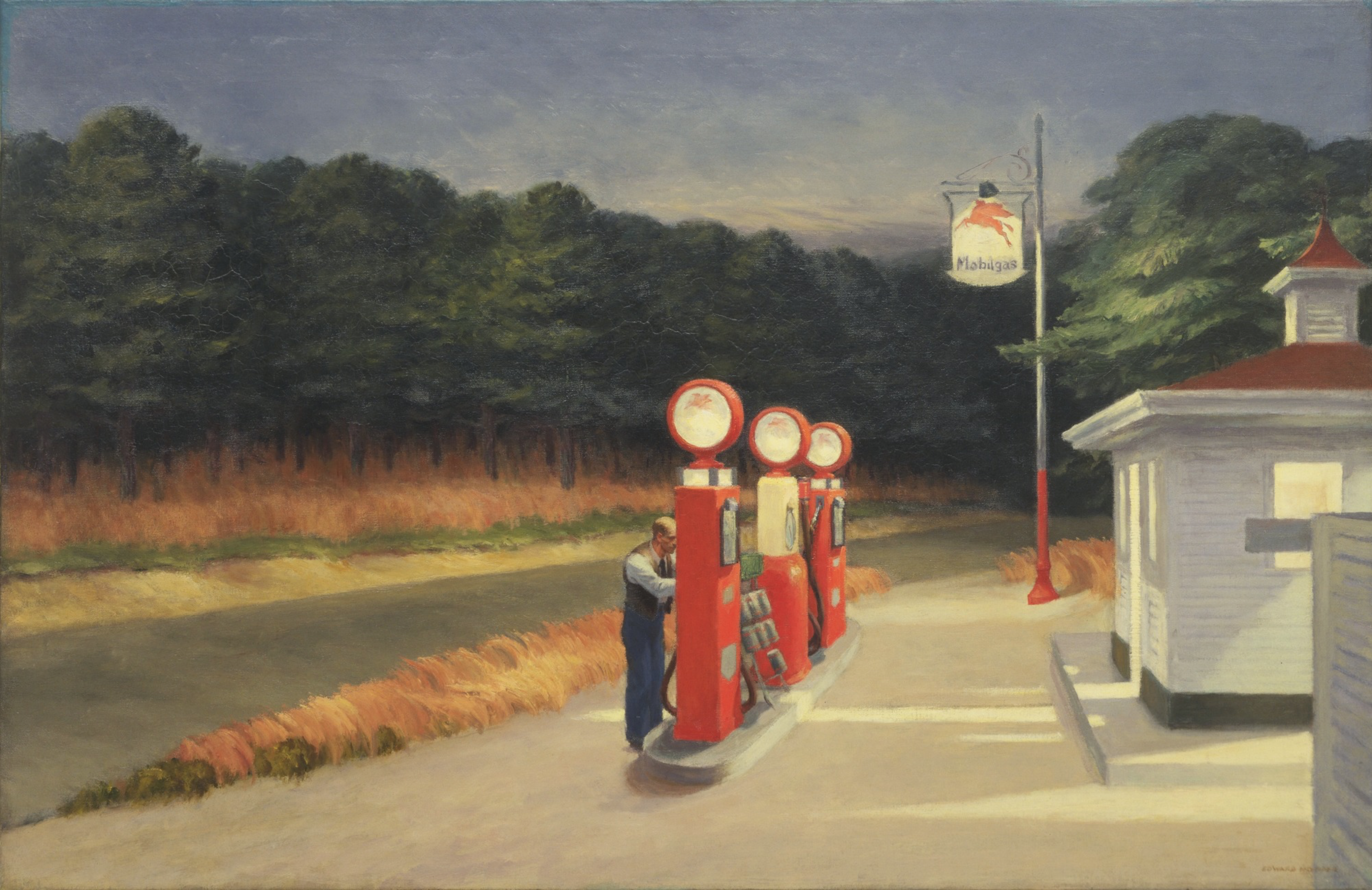
Заправка

## Звання
- Член-кореспондент Національної академії малюнка.
- Член Національного інституту мистецтв та літератури.
- Член Американської Академії мистецтв та літератури.